# Eckhart Tolle

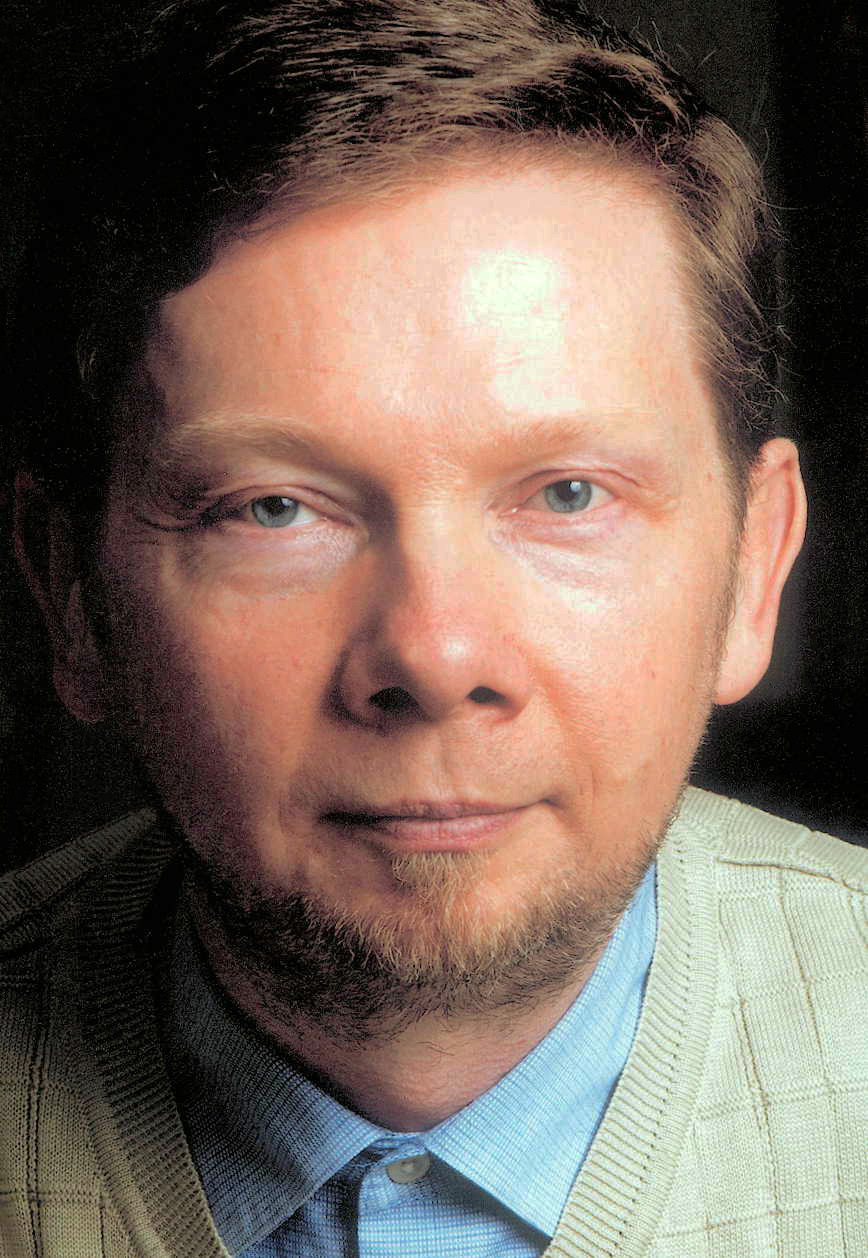
Eckhart Tolle (2003)

Eckhart Tolle (* 16. Februar 1948 in Lünen als Ulrich Leonard Tölle) ist ein deutscher spiritueller Lehrer und Autor.
Tolle hatte nach eigener Aussage 1977 eine Erleuchtungserfahrung, brach daraufhin seine damalige akademische Karriere an der University of Cambridge ab und begann, als spiritueller Lehrer zu arbeiten. Ab Anfang der 2000er Jahre erlangte er internationale Bekanntheit und ist seitdem einer der weltweit beliebtesten Autoren spiritueller Bücher, vor allem in den Vereinigten Staaten. Seine bekanntesten Werke sind Jetzt! Die Kraft der Gegenwart (1997) sowie Eine neue Erde (2005).
Im Jahr 2011 wurde er von der Watkins Review (jetzt: Watkins' Mind Body Spirit) in die erstmals erscheinende Liste der 100 einflussreichsten spirituellen Persönlichkeiten weltweit aufgenommen. Er belegte dabei den ersten Platz, noch vor dem Dalai Lama. Seitdem ist er jährlich unter den Top 5 vertreten, was neben ihm nur dem Dalai Lama gelang (Stand: 2025).

## Biographie

### Kindheit und Jugend (1948–1968)
Eckhart Tolle wurde in Deutschland in einer katholischen Familie geboren, wuchs aber ab dem 13. Lebensjahr bei seinem Vater in Alicante, Spanien, auf. Nach eigenen Angaben erlebte er im Kindesalter häufig Auseinandersetzungen seiner Eltern und dachte erstmals mit 10 oder 11 Jahren darüber nach, mit welchen Methoden er Suizid begehen könne. Mit 15 Jahren wurden Tolle fünf Bücher des spirituellen Schriftstellers Joseph Anton Schneiderfranken geschenkt, die einen prägenden Einfluss auf ihn hatten.

### Akademische Karriere (1968–1977)
Mit 19 Jahren zog Tolle nach England und unterrichtete dort drei Jahre lang Deutsch und Spanisch an einer Londoner Sprachschule. Daraufhin studierte er an der Universität London Philosophie, Psychologie und Literatur und war ab 1977 als Doktorand an der University of Cambridge in Forschung und Supervision tätig.

### Erwachen und Wirken als spiritueller Lehrer (seit 1977)
Im Jahre 1977, im Alter von 29 Jahren, erlebte Tolle nach eigenen Angaben eine „innere Transformation“, nachdem er zuvor lange Zeit unter Depressionen gelitten hatte. Eines Nachts erwachte er aus dem Schlaf und litt unter depressiven Gefühlen, die „fast unerträglich“ waren, doch dann erlebte er eine lebensverändernde Offenbarung:

„Ich konnte nicht länger mit mir selbst leben. Und damit stellte sich eine Frage, auf die es keine Antwort gibt: Wer ist das Ich, das nicht mit sich selbst leben kann? Was ist das Selbst? Ich fühlte mich in eine Leere hineingezogen! Damals wusste ich noch nicht, dass das vom Verstand geschaffene Selbst mit seiner Schwere, seinen Problemen, das zwischen der unbefriedigenden Vergangenheit und der ängstlichen Zukunft lebt, zusammenbrach. Es löste sich auf. Am nächsten Morgen wachte ich auf und alles war so friedlich. Der Frieden war da, weil es kein Selbst gab. Nur ein Gefühl der Präsenz oder des ‚Seins‘, nur Beobachten und Beobachten.“

Tolle erinnert sich, dass er am nächsten Morgen in London spazieren ging und feststellte, dass „alles wunderbar war, zutiefst friedlich. Sogar der Verkehr“. Dieses Gefühl setzte sich fort, und er begann, in jeder Situation ein starkes Gefühl des Friedens zu spüren.
Darauf folgend brach er sein Promotionsstudium ab und verbrachte danach etwa zwei Jahre lang einen Großteil seiner Zeit damit, „in einem Zustand tiefer Glückseligkeit“ auf Parkbänken am Russell Square im Zentrum Londons zu sitzen und „die Welt vorbeiziehen zu sehen“. Ansonsten hielt er sich bei Freunden oder in buddhistischen Klöstern auf und übernachtete ohne Obdach im Hampstead Heath. Seine Familie hielt ihn für „unverantwortlich, gar von Sinnen“. Tolle änderte seinen Vornamen Ulrich in Eckhart, was einigen Berichten zufolge zu Ehren des deutschen Philosophen und Mystikers Meister Eckhart geschah.
Ehemalige Studenten der Universität Cambridge sowie Bekannte begannen, Tolle nach seinen Überzeugungen zu fragen. Er arbeitete daraufhin als Berater und Lehrer in spirituellen Fragen. Im Laufe der folgenden fünf Jahre gab es immer wieder Studenten, die ratsuchend zu ihm kamen. Später zog er nach Glastonbury, einem Zentrum für alternatives Leben.
Eckhart Tolle hat bisher sieben Bücher veröffentlicht, die große öffentliche Aufmerksamkeit und Anerkennung erhielten.
1997 veröffentlichte Tolle sein Erstlingswerk Jetzt! Die Kraft der Gegenwart.
Im Jahr 2003, nach der Veröffentlichung seines zweiten Buchs Stille spricht, erklärte er, dass er weder die Absicht habe, „eine schwere kommerzielle Struktur“ zu schaffen, noch einen Aschram oder ein Zentrum zu errichten. Er glaubte, dass sich eine solche Struktur organisch entwickeln könnte und sagte, man müsse darauf achten, dass die Organisation nicht selbstsüchtig wird.
2008 produzierte Tolle in Zusammenarbeit mit Oprah Winfrey eine Reihe von Webinaren, die sich jeweils auf ein Kapitel aus seinem Buch Eine neue Erde konzentrierten, mit Diskussionen, stillen Meditationen und Fragen der Zuschauer über Skype. Das dritte Webinar wurde von mehr als 11 Millionen Zuschauern besucht. Bis Oktober 2009 wurden die Webinare 35 Millionen Mal aufgerufen.
Im September 2009 trat Tolle zusammen mit dem Dalai Lama auf dem Friedensgipfel in Vancouver auf. Im selben Jahr veröffentlichte er Tolles Tierleben, ein Bilderbuch, das von Patrick McDonnell illustriert wurde.
2016 gründete Tolle die Eckhart Tolle Foundation, die das von ihm beschriebene spirituelle Bewusstsein in benachteiligte Gemeinschaften bringen soll.
2017 führte Oprah Winfrey in der Fernsehsendung Super Soul Sunday ein Interview mit Tolle.
Im Januar 2025 wurde Tolles Eine neue Erde als bislang einziges Werk ein zweites Mal von Oprah Winfrey für ihren Buchclub ausgewählt. Daraufhin erschien er in ihrer Show und beantwortete Fragen von Zuschauern – unter anderem auch von dem Schauspieler Chris Evans, der verriet, ein Tattoo mit einem Zitat von Tolle aus Stille spricht zu haben.
Tolle hat mit anderen bekannten spirituellen Lehrern wie Ram Dass und Wayne W. Dyer zusammengearbeitet.
Tolle veranstaltet regelmäßig spirituelle Retreats weltweit, sowohl persönlich als auch online, häufig zusammen mit seiner Partnerin Kim Eng. Diese Retreats werden in der Regel auf Video festgehalten; ein Beispiel ist die Veröffentlichung Touching the Eternal, die die Aufnahme eines englischsprachigen Retreats in Indien beinhaltet.
Er hält auch Vorträge, die „Ein Abend mit Eckhart Tolle“ genannt werden. Auch diese werden in der Regel auf Video festgehalten; ein Beispiel ist die Veröffentlichung Leben aus der Fülle des Seins, die die Aufnahme eines deutschsprachigen Vortrags beinhaltet.
Neben seiner publizistischen Tätigkeit sowie der Veröffentlichung von Film- und Audioaufnahmen seiner weltweiten Auftritte, nimmt Tolle auch an Online-Podcasts und Interviews mit YouTubern teil. Er spricht bei Auftritten in seinem Geburtsland Deutschland sowie im Gespräch mit deutschsprachigen Youtubern seine Muttersprache Deutsch.
Eckhart Tolle Teachings Inc. betreibt neben eckharttolle.com mit Eckhart Tolle Now eine eigene, englischsprachige Streaming-Plattform mit kostenpflichtiger Mitgliedschaft, die Videoaufzeichnungen und Inhalte von Tolle bereitstellt. Zusätzlich bestehen offizielle YouTube-Kanäle in englischer und deutscher Sprache. Es gibt auch eine Präsenz auf Audioplattformen wie Spotify. In Deutschland werden digitale Videoveröffentlichungen von Auftritten Tolles mittlerweile über die Plattform Sinnsucher der Penguin Random House Verlagsgruppe GmbH vertrieben.
Heute lebt Tolle in Vancouver, Kanada. Er ist mit Frau Kim Eng verheiratet.

## Lehre
Nach eigenen Angaben fühlt sich Tolle keiner Tradition verpflichtet und keiner Lehre im Sinne einer Weltanschauung. Implizite Parallelen seiner Anschauung und Lehre, zu deren Erreichen er fast ausschließlich methodische Unterweisungen vorsieht, sieht er vor allem zum Advaita Vedanta, zum Daoismus oder zum Zen-Buddhismus, da er eine psychische Entwicklungsfähigkeit des Menschen postuliert.
Er bezeichnet folgende Schlüsselbegriffe als kennzeichnend für sein Denken:
- Sein / Das Unmanifeste / Das Formlose: die Ebene der letztendlichen Wirklichkeit, die Essenz, die wahre Natur, das Göttliche. Der Gegenpol zur Ebene von Form und Zeit, der Ebene des Manifesten.
- Unbewusstheit: ein verstandesdominierter Zustand des Geistes, in dem der Mensch blind ist für die tiefere Dimension des Seins. Der Zugang zur Ebene des „Formlosen“ ist nur jenseits des Denkens möglich.
- Ego/Identität: Die Summe aller Merkmale einer Person, aus denen der Verstand ein Selbst-Bild konstruiert. Identität im konstruktivistischen Sinn entsteht, wenn eine Person sich mit spezifischen Merkmalen (Aussehen, beruflicher Status, Zugehörigkeit zu einer Nation oder Religionsgemeinschaft) identifiziert. Diese Merkmale sind gleichsam das Rohmaterial, das der Verstand zu einem kompakten Ego zusammenfügt. Tolle hingegen versteht unter Identität die Selbsterkenntnis als das Formlose.[33]
- Lebenssituation: ein sich im Zeitlichen manifestierender Ausschnitt einer persönlichen Biografie. Ein individueller lebensgeschichtlicher Abschnitt, aus dem der unbewusste Geist ein „Ego“ konstruiert.
- Schmerzkörper: die Summe biographischen Leidens, die sich zu einem negativen quasi-autonomen Energiefeld verdichtet. Die Auflösung des Schmerzkörpers geschieht dann, wenn ein Mensch seine Identifikation mit dem Schmerzkörper durchbricht.

In einem Interview mit John Parker führt er dies u. a. aus. Er habe verschiedenen Lehrern zugehört, die ihm geholfen hätten, seinen eigenen Zustand zu verstehen. Anfangs sei da Ajahn Sumedho, ein buddhistischer Abt gewesen. In London habe er einige Zeit mit Barry Long verbracht. Bedeutung hätten auch besonders die Lehrer Krishnamurti und Ramana Maharshi gehabt. Er fühle, dass die Arbeit, die er tue, ein Zusammenkommen des „Lehrstromes“ von Jiddu Krishnamurti und Ramana Maharshi sei.

## Bücher
Jetzt! Die Kraft der Gegenwart, das erste Buch von Tolle, wurde 1997 von Namaste Publishing veröffentlicht. Zwei Jahre später wurde das Buch in großem Umfang von New World Library neu aufgelegt. Im Jahr 2000 empfahl Oprah Winfrey Jetzt! Die Kraft der Gegenwart in ihrer Zeitschrift O. Im August 2000 erreichte es die New York Times-Bestsellerliste für Ratschläge, Verschiedenes und Hardcover und zwei Jahre später die Nummer eins. Bis 2008 war das Buch aus dem Englischen in 33 Sprachen übersetzt worden. Im Juli 2011 stand es 102 Wochen lang auf der Liste der 10 meistverkauften Taschenbücher für Ratschläge und Sonstiges.
Sein zweites Buch Stille spricht erschien im Jahr 2003.
Im Jahr 2005 veröffentlichte Tolle Eine neue Erde. Im Januar 2008 wählte Oprah Winfrey das Buch für ihren Buchclub aus, und es folgten hohe Verkaufszahlen. In den vier Wochen nach der Ankündigung wurden 3,5 Millionen Exemplare ausgeliefert. Bis Ende 2008 stand das Buch 46 Mal auf Platz eins der New-York-Times-Bestsellerliste. Im Januar 2025 wurde das Buch ein zweites Mal von Oprah Winfrey ausgewählt, was zuvor noch nicht vorgekommen ist.

## Rezeption
Tolle galt 2008 nach Ansicht von Jesse McKinley als der beliebteste spirituelle Autor der Vereinigten Staaten.
Im Jahr 2011 wurde er von der Watkins Review (jetzt: Watkins' Mind Body Spirit) - dem Magazin des ältesten spirituellen Buchladens in Großbritannien - in die erstmals erscheinende Liste der 100 einflussreichsten spirituellen Persönlichkeiten weltweit aufgenommen. Er belegte dabei den ersten Platz, noch vor dem Dalai Lama. Seitdem ist er jährlich unter den Top 5 vertreten, was neben ihm nur dem Dalai Lama gelang.
Als Paris Hilton im Juni 2007 in der Haftanstalt Century Regional Detention Facility in Kalifornien eingesperrt war, stand sie dies mit ihrer Kopie von Tolles Jetzt! Die Kraft der Gegenwart durch. Die Sängerin Annie Lennox wählte Jetzt! Die Kraft der Gegenwart als eines von ihren „einsamen Inselbüchern“ aus, genauso wie der britische Comedian Tony Hawks.
Die Schauspielerin Gillian Anderson wählte Jetzt! Die Kraft der Gegenwart als ihr zweites Buch – neben der Bibel – in einer BBC-Radiosendung. Schauspieler Jeff Goldblum ist ein Fan von Tolle und Jetzt! Die Kraft der Gegenwart ist eines seiner Lieblingsbücher.
Der Schauspieler Jim Carrey trat 2009 gemeinsam mit Eckhart Tolle bei einer Veranstaltung auf. Er berichtete, dass er durch das Studium von Tolles Lehren eine spirituelle Erfahrung gemacht habe: „Ich war nicht länger ein Fragment des Universums. Ich war das Universum.“ Außerdem zollte er Tolle Tribut, indem er ihn imitierte.
Die Sängerin Katy Perry stellte fest, dass sie die Inspiration zu ihrem Song This Moment fand, nachdem sie das Hörbuch von Jetzt! Die Kraft der Gegenwart gehört hatte. Der Song kommt auf ihrem Album Prism (2013) vor. Perry sah sich auch ein Video von Tolle an, in dem es um Verlust geht. Sie kommentierte: „Wenn man etwas verliert, brechen alle Grundlagen weg – aber das hinterlässt auch ein großes Loch, durch das etwas Großartiges hindurchkommen kann.“
Der deutsche Jazz-Sänger Roger Cicero äußerte sich positiv zu Tolles Buch Jetzt! Die Kraft der Gegenwart. Es würde auf jeder Litfaßsäule stehen, dass man im Jetzt leben solle, aber „die Art und Weise, wie Eckhart Tolle einen in seinem Buch da heranführt“, sei großartig.
Das für Kinder geschriebene Bilderbuch Miltons Geheimnis wurde 2016, unter anderem mit Donald Sutherland und Michelle Rodriguez in den Hauptrollen, unter dem englischen Originaltitel Milton’s Secret verfilmt.
In Ruben Fleischers Science-Fiction-Film Venom (2018) ist eine Ausgabe von Tolles Buch The Power of Now auf dem Nachttisch der Hauptfigur Eddie Brock (gespielt von Tom Hardy) zu sehen. Er hört das Hörbuch, um zu meditieren, nachdem er von dem titelgebenden Symbionten befallen wurde.
Der Roman Allegro Pastell (2020) des deutschen Schriftstellers Leif Randt beginnt mit einem Zitat von Tolle.
Der US-Rapper Kendrick Lamar bezieht sich in mehreren Tracks seines 2022 erschienenen Albums Mr. Morale & the Big Steppers textlich auf Tolle oder nutzt Samples von ihm im Intro.
Schauspieler Chris Evans stellte Tolle bei Oprahs Buchclub eine Frage und verriet, ein Tattoo mit einem Zitat von Tolle aus Stille spricht zu haben.

## Werke

### Bücher
- Jetzt! Die Kraft der Gegenwart. Ein Leitfaden zum spirituellen Erwachen. Kamphausen, Bielefeld 2010, ISBN 978-3-89901-301-6.
  - Kanadische Originalausgabe: The Power of Now. A Guide To Spiritual Enlightenment. Namaste, Vancouver 1997, ISBN 1-57731-480-8.
  - Teilausgabe: Lebendige Beziehungen JETZT! Kamphausen, Bielefeld 2013, ISBN 978-3-89901-760-1.
- Leben im Jetzt. Lehren, Übungen und Meditationen aus ‚The Power of Now‘. Goldmann, München 2002, ISBN 3-442-33680-5.
- Stille spricht. Wahres Sein berühren. Arkana Goldmann, München 2003, ISBN 3-442-33705-4.
  - Kanadische Originalausgabe: Stillness speaks. Namaste, Vancouver 2003, ISBN 1-57731-400-X.
- Eine neue Erde. Bewusstseinssprung anstelle von Selbstzerstörung. Goldmann, München 2005, ISBN 3-442-33706-2.
  - Teilausgabe: Die Einheit allen Lebens. Goldmann, München 2010, ISBN 978-3-442-33873-3.
- Die große Heilung kommt mit dem Erwachen (im Gespräch mit Oliver Klatt). Aquamarin, Grafing 2009, ISBN 978-3-89427-485-6.
- Miltons Geheimnis. Kamphausen, Bielefeld 2009, ISBN 978-3-89901-176-0.
- Tolles Tierleben. J. Kamphausen, Bielefeld 2009, ISBN 978-3-89901-207-1 (Mit Illustrationen von Patrick McDonnell).
  - Amerikanische Originalausgabe: Guardians of Being. New World Library, Novato, California 2009, ISBN 978-1-57731-671-8.
- Jetzt! Das Journal. Knaur Balance, München 2020, ISBN 978-3-426-67589-2 (Zitate aus seinem ersten Buch Jetzt! Die Kraft der Gegenwart).
  - Amerikanische Originalausgabe: The Power of Now. Journal. New World Library, Novato, California 2019, ISBN 978-1-60868-637-7.

### Filme und Tondokumente (Auswahl)
- Worte sind Wegweiser: Lehren, um unsere wahre Identität zu erfahren - The Power of Now! Serie. 2003. (Als Lesung des Autors auf 2 Audio-CDs). ISBN 3-442-33699-6.
- Jetzt! Die Kraft der Gegenwart. Kamphausen, Bielefeld 2008, ISBN 978-3-933496-71-3 (Als Lesung des Autors auf 8 CDs).
- Leben aus der Fülle des Seins, Kamphausen, Bielefeld 2008, ISBN 978-3-89901-133-3 (1 DVD-Video, bzw. 2 CDs Audio des Vortrages in Berlin am 15. September 2007).
- Entdecke deine Bestimmung im Leben, Kamphausen, Bielefeld 2009, ISBN 978-3-89901-206-4 (1 DVD eines Vortrags in Kalifornien, 2008 mit deutschen Untertiteln).
- Leben im Jetzt – aber wie? Teil 1 und 2, Kamphausen, Bielefeld 2010, 1 DVD-Video ISBN 978-3-89901-384-9 bzw. 2 Audio-CDs ISBN 978-3-89901-431-0 der Vorträge in Karlsruhe (26. Oktober 2010) und 1 DVD-Video ISBN 978-3-89901-385-6 bzw. 2 Audio-CDs ISBN 978-3-89901-432-7 in Hannover (28. Oktober 2010).
- Warum es wichtig ist, anders zu sein: Der legendäre Dialog mit Wayne W. Dyer, 1 DVD-Video mit deutscher Tonspur und Buch zum Gespräch auf Hawaii (29. Oktober 2011).
- Es ist immer Jetzt! Kamphausen, Bielefeld 2013, ISBN 978-3-89901-741-0 (5 CDs Audios der Vorträge in Zürich und Bern vom 11. und 15. Mai).
- Finde die Stille in Dir. Kamphausen, Bielefeld 2014, ISBN 978-3-89901-968-1 (6 Audio-CDs).
- Freiheit von Gedanken. Kamphausen, Bielefeld 2015, ISBN 978-3-95883-050-9 (3 Audio-CDs des Vortrags in Fürstenfeldbruck vom 9. Mai).
- Entdecke deine innere Tiefe: Vortrag in Hamburg 2015. ISBN 978-3-95883-059-2. Kamphausen, Bielefeld 2016. 1 DVD.
- Ich bin nicht meine Gedanken: Vortrag in Winterthur. 2019. Video-Stream via Online-Plattform Sinnsucher. Penguin Random House Verlagsgruppe GmbH.
- Die Transformation des Bewusstseins. (Als DVD oder Video).
- Freiheit von Gedanken. (Als DVD oder Video).
- Torwege zum Jetzt. CD Die drei Techniken zu höherem Bewusstsein.
- Eine neue Erde: Bewusstseinssprung anstelle von Selbstzerstörung (Als Lesung des Autors auf 9 CDs).

### Englischsprachige Film- und Tondokumente (Auswahl)
- Living a Life of Inner Peace. Eckhart Teachings, 2004. CD & Audio Download. ISBN 978-1-5113-2692-6.
- Freedom from the World. Eckhart Teachings, 2006. CD, DVD, Audio & Video Download. ISBN 978-1-894884-53-2.
- Touching The Eternal: A Retreat on the Heart of Spiritual Surrender. Eckhart Teachings, 2007. CD, DVD, Audio & Video Download. ISBN 978-1-894884-63-1.